# The U.S. vs. John Lennon
The U.S. vs. John Lennon é um documentário que mostra o lado ativista de John Lennon. Nesse documentário existem imagens do músico juntando milhares de pessoas para protestar contra a Guerra do Vietnã. No documentário aparece ainda uma suposta tentativa do governo dos Estados Unidos de espionar Lennon. O filme teve a sua trilha sonora lançada.